# Iglesia Rusa (Sofía)
La iglesia de San Nicolás el milagroso (църква "Св. Николай Чудотворец", tsarkva "Sv. Nikolay Chudotvorets") o como es comúnmente conocida Iglesia Rusa (en búlgaro: Руска църква, Ruska tsarkva) es un templo ortodoxo ruso situado en el bulevard Tsar Osvoboditel, en la ciudad búlgara de Sofía.

## Historia y arquitectura
La iglesia fue construida en el emplazamiento de la mezquita de Saray, la cual fue destruida en 1882 tras la liberación de Bulgaria por los rusos de los otomanos. Se construyó para ser la iglesia oficial de la embajada rusa que se encontraba situada en una puerta próxima y para la comunidad rusa de Sofía. La iglesia se consagró a San Nicolás debido a que según la tradición de consagraban al santo del zar reinante, en este caso Nicolás II.
El diseño de la iglesia estuvo a cargo del arquitecto ruso Mikhail Preobrazhenski con una decoración inspirada en las iglesias moscovitas del siglo XVII. La construcción fue supervisada por el arquitecto A. Smirnov quien había construido la cercana catedral de Alexander Nevski. La decoración exterior compuesta por azulejos multicolores fue donada por G. Kislichev y las pinturas murales del interior fueron realizadas por un equipo liderado por Vasily Perminov el cual pinto también la Catedral de Alexander Nevsky. Las cinco cúpulas están revestidas de oro y las campanas fueron donadas por el zar Nicolas II.
La construcción se inició en 1907 siendo consagrada la iglesia en 1914. Tras la revolución rusa y durante el periodo comunista en Bulgaria (1944-1989) la iglesia permaneció abierta.
El exterior fue recientemente restaurado por el gobierno ruso. En la iglesia se encuentran los restos del Santo Arzobispo Seraphim fallecido en 1950.

## Galería

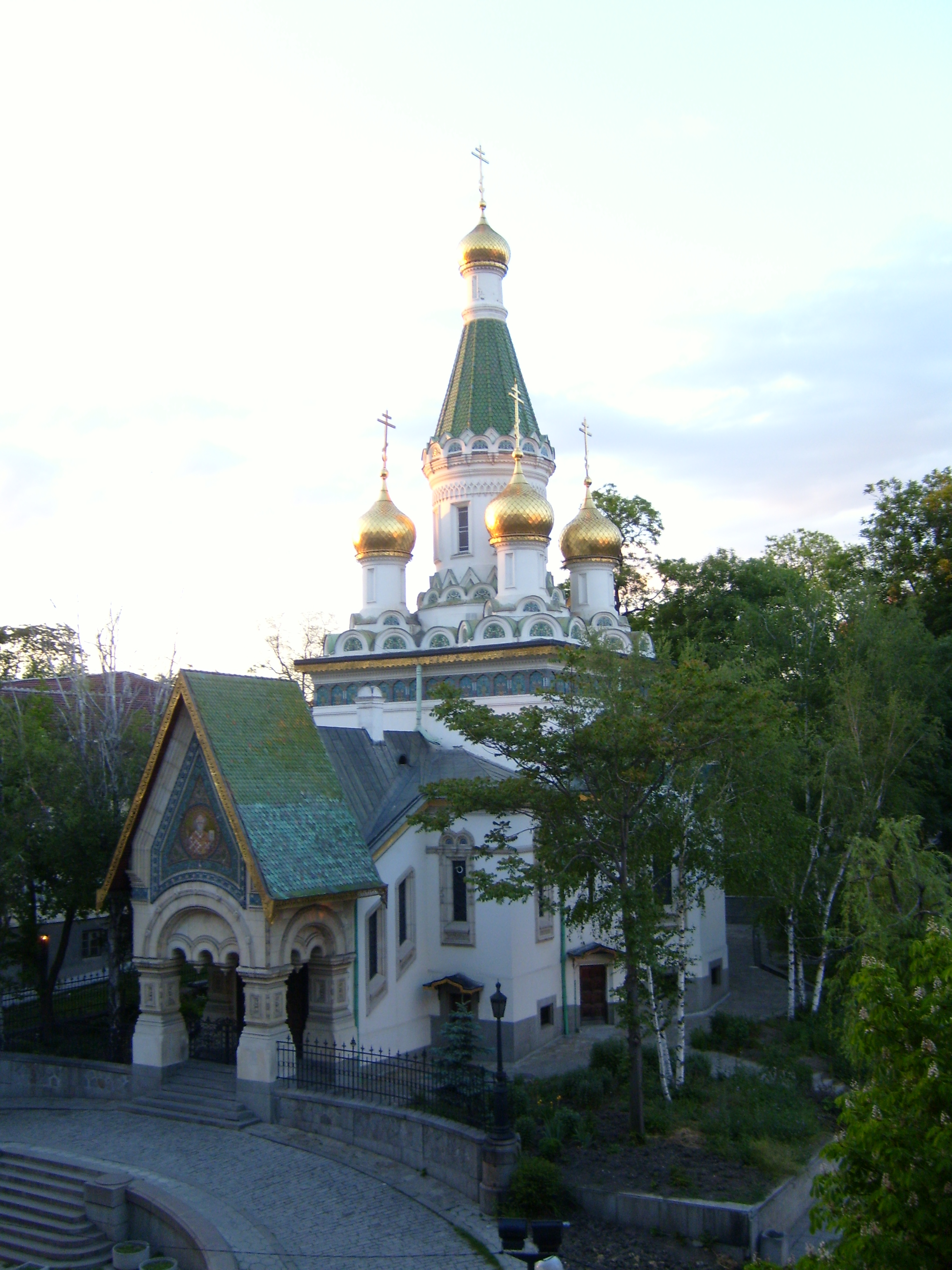
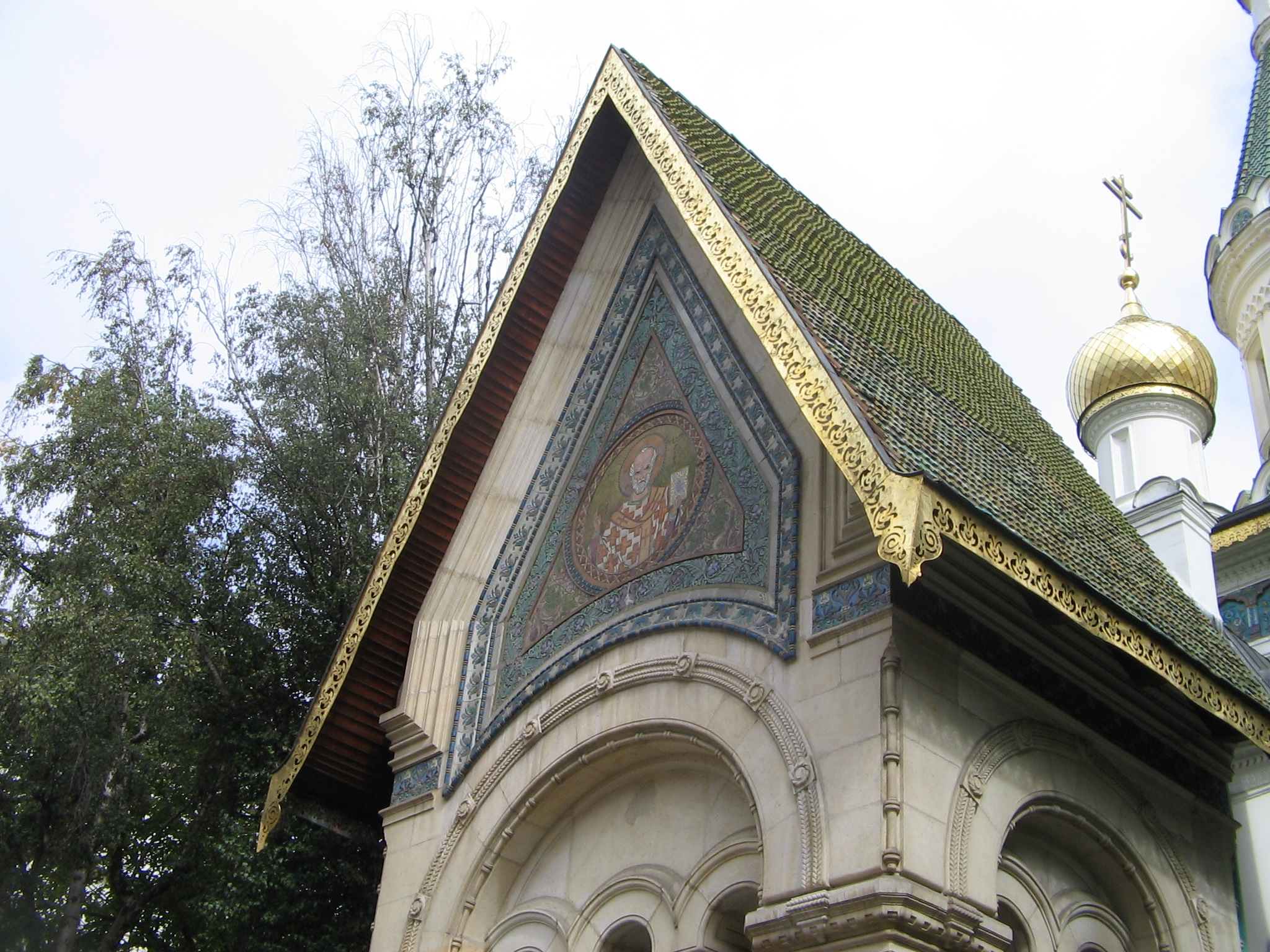
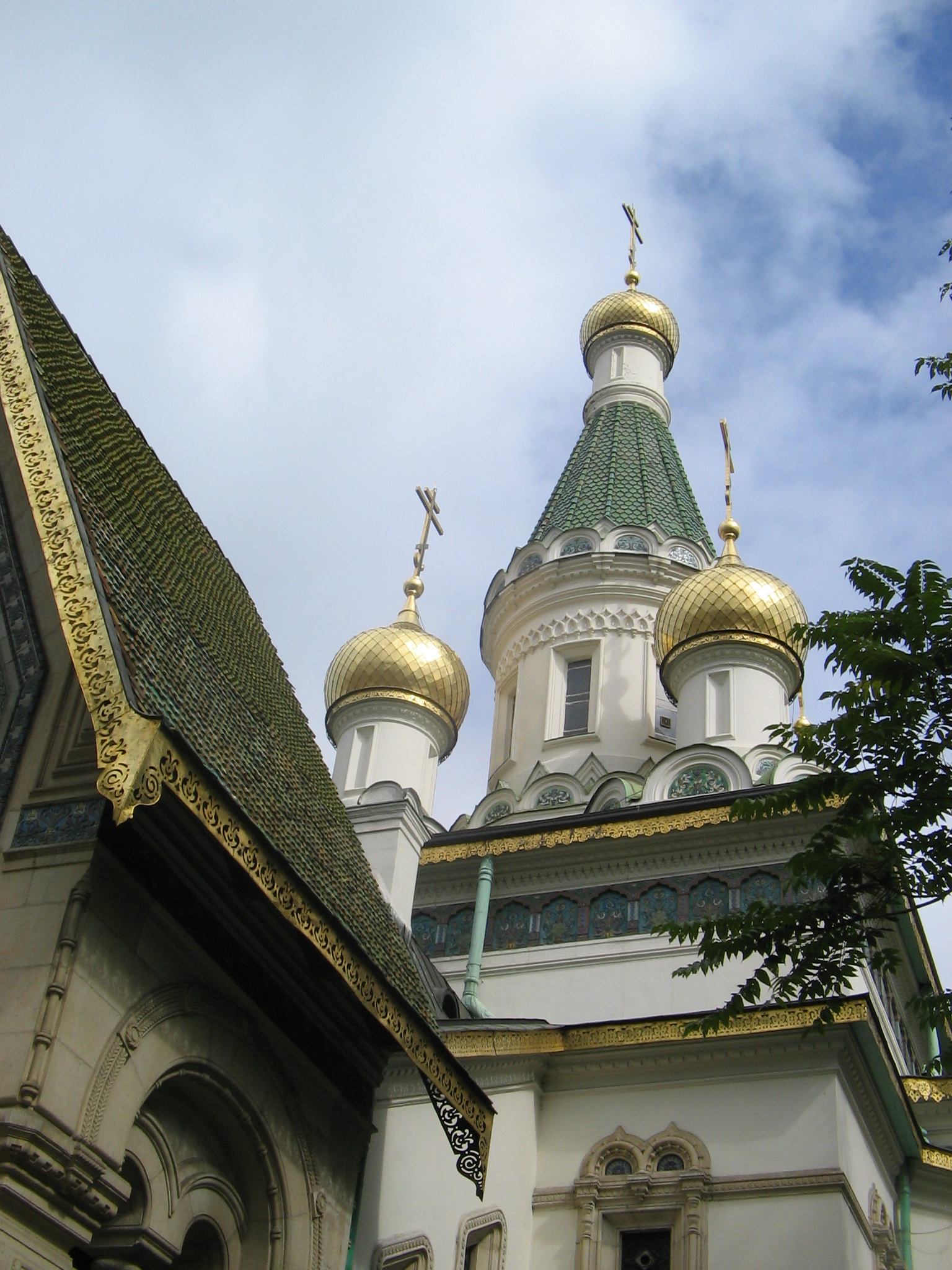
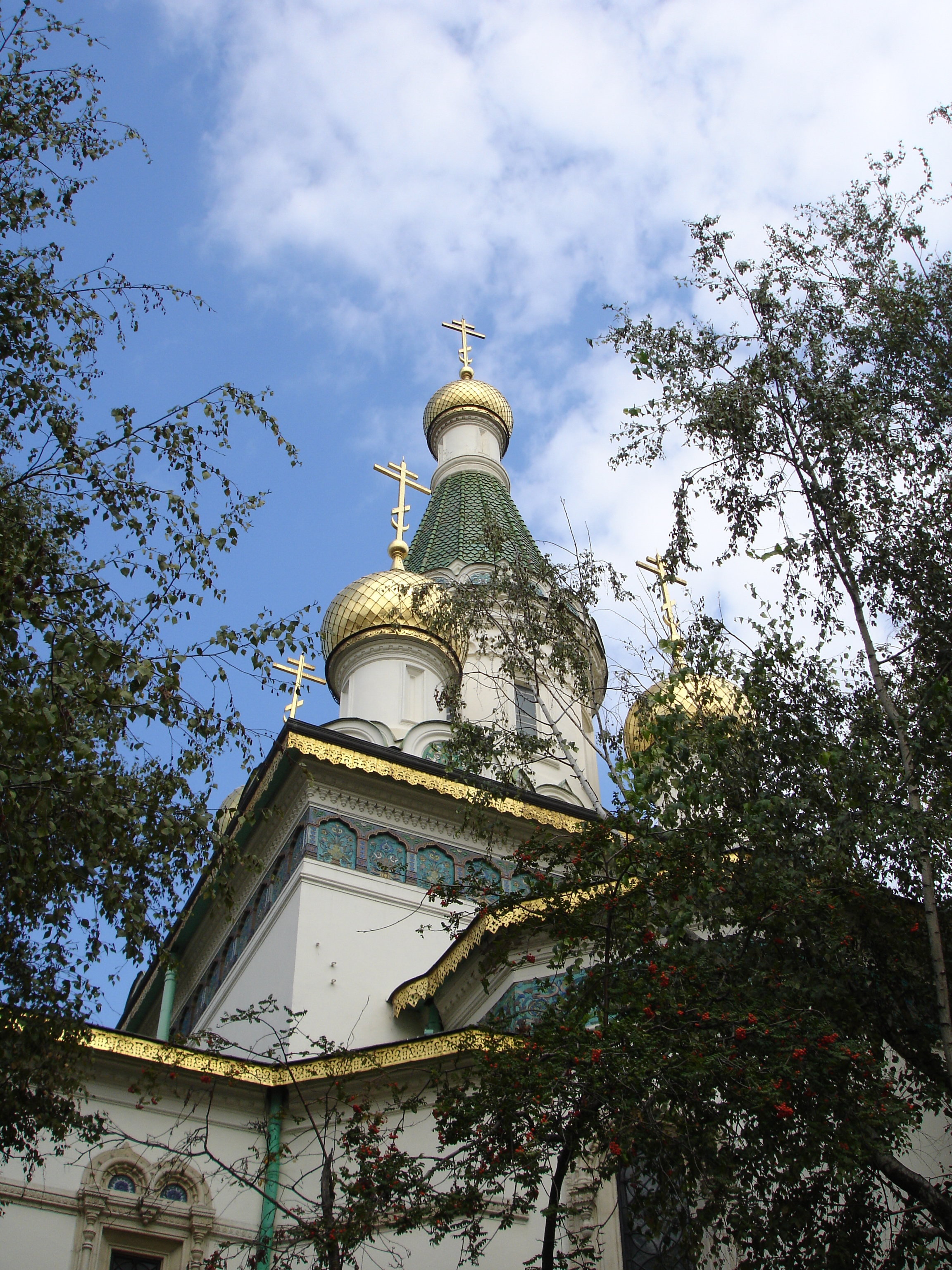
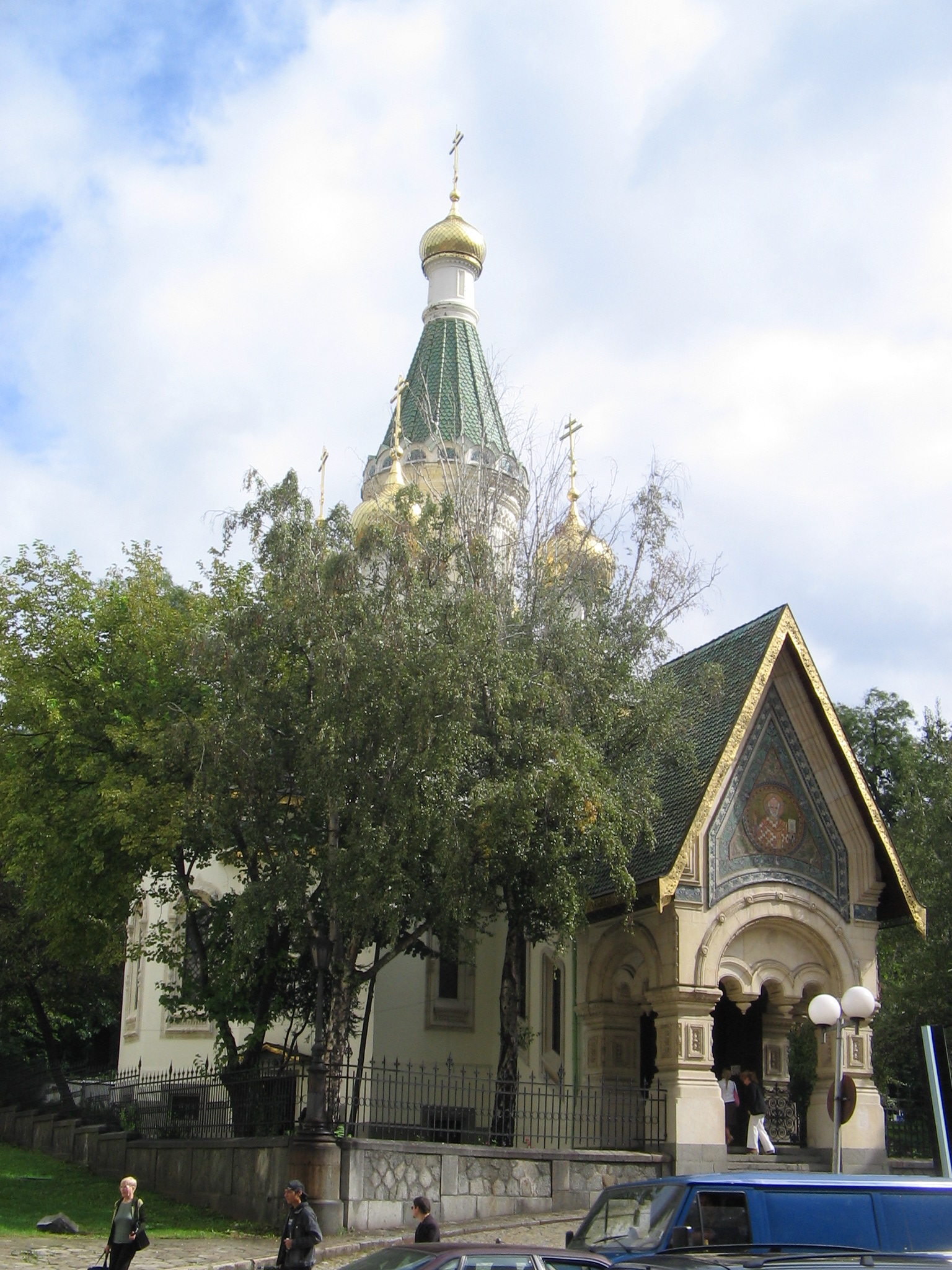

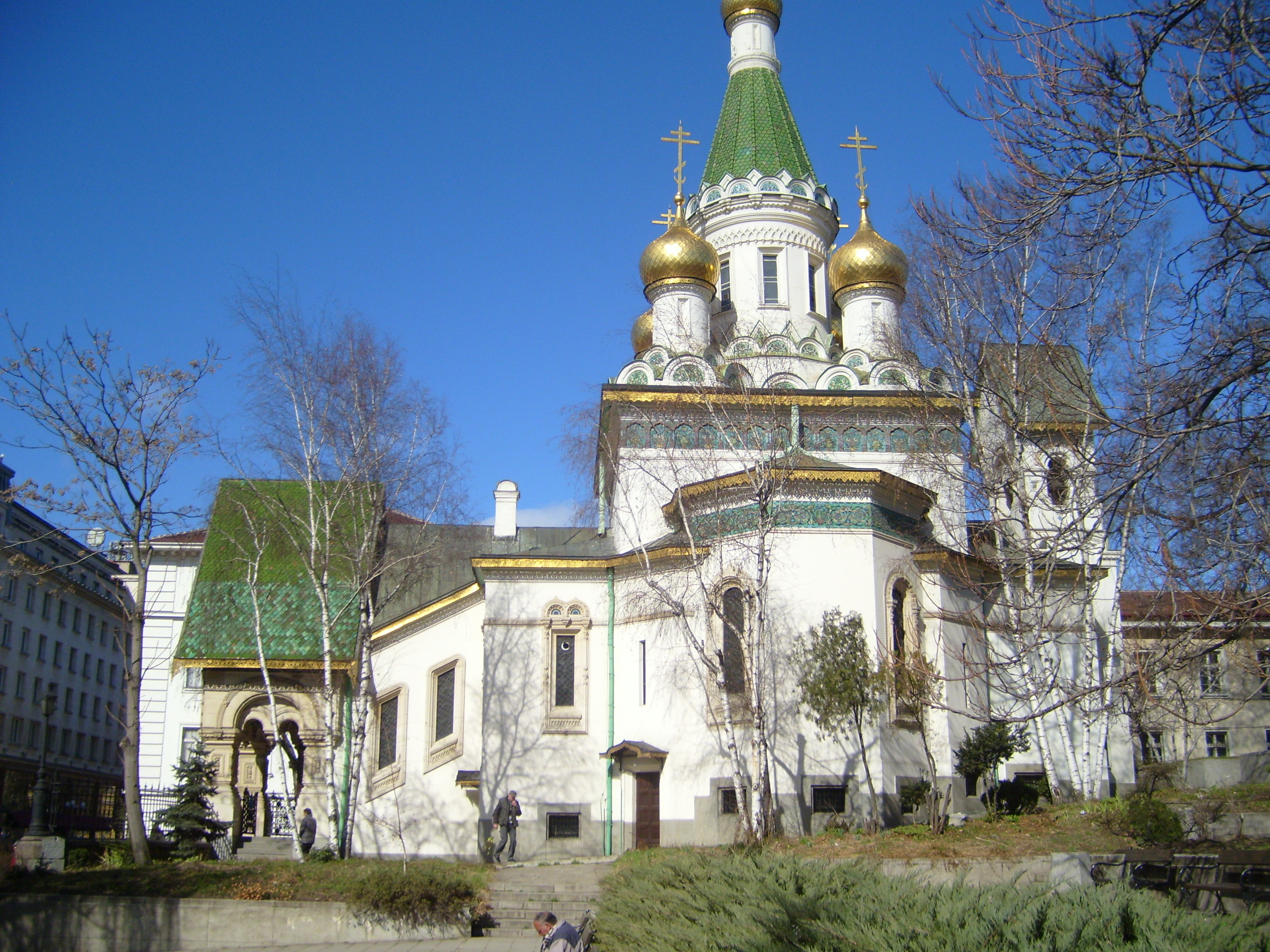
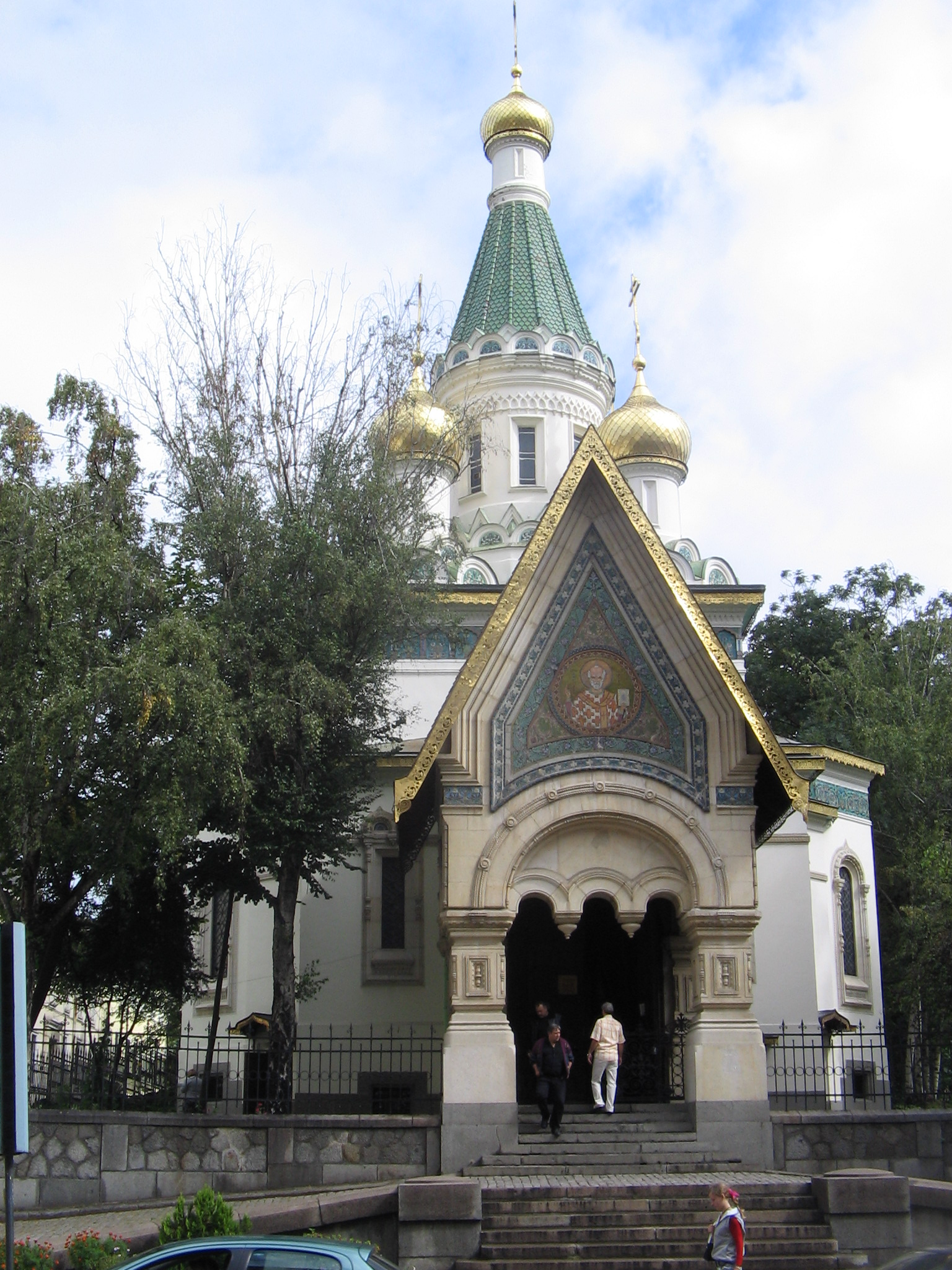
El porche con una imagen de San Nicolás.
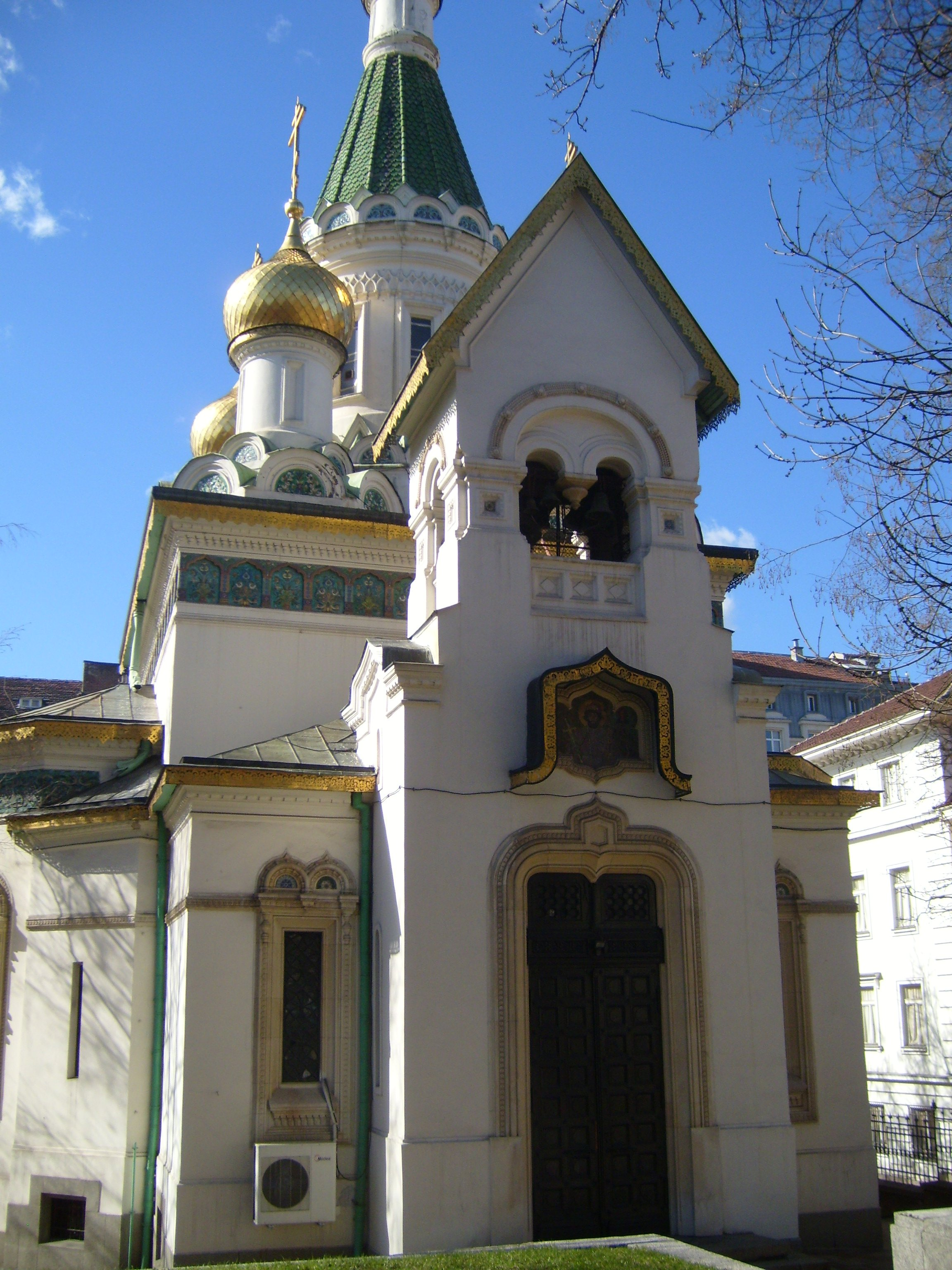
Bell Torre de la iglesia en la fachada norte
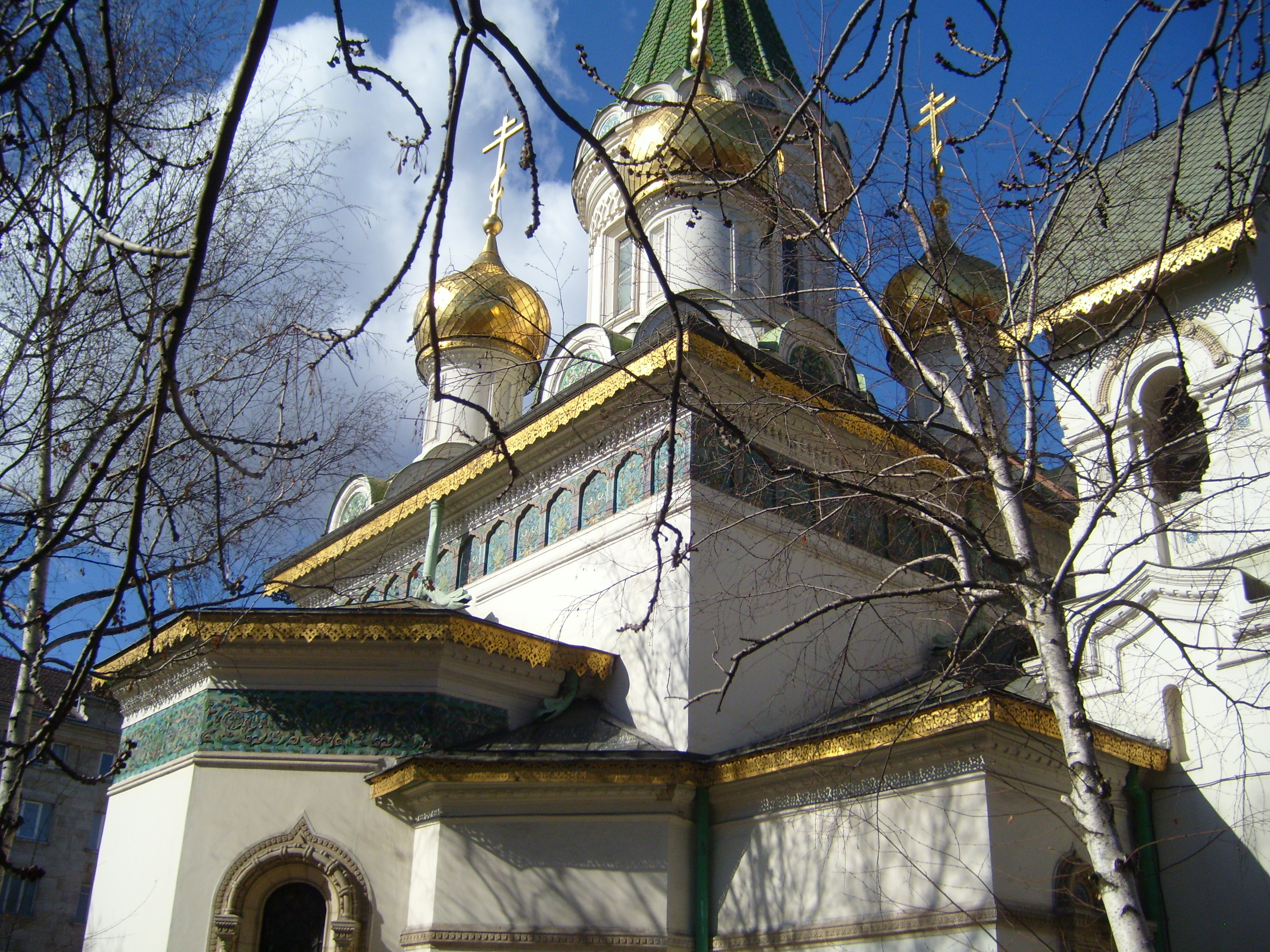
Decoración de la fachada este.
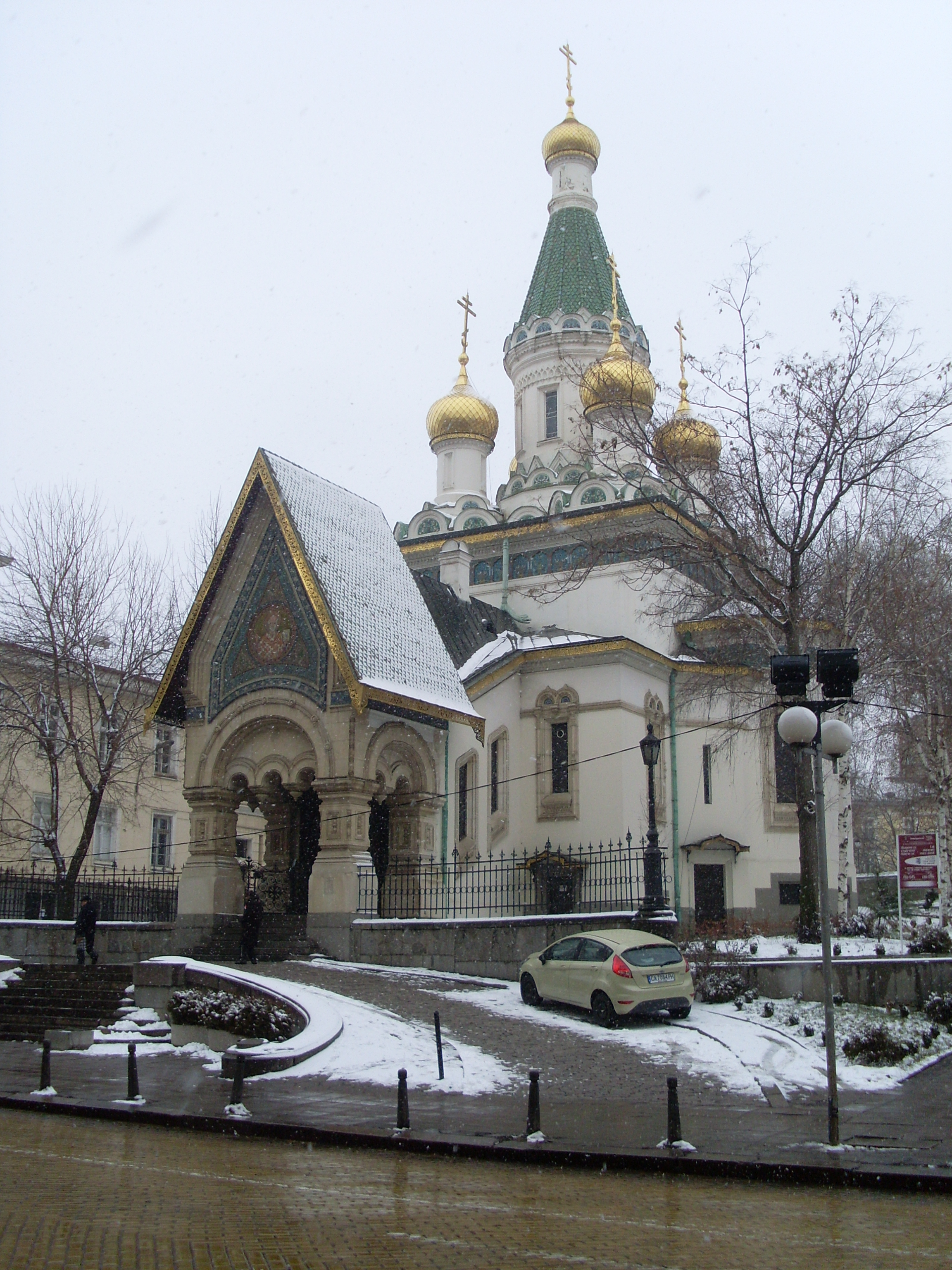